# 이글레시아스

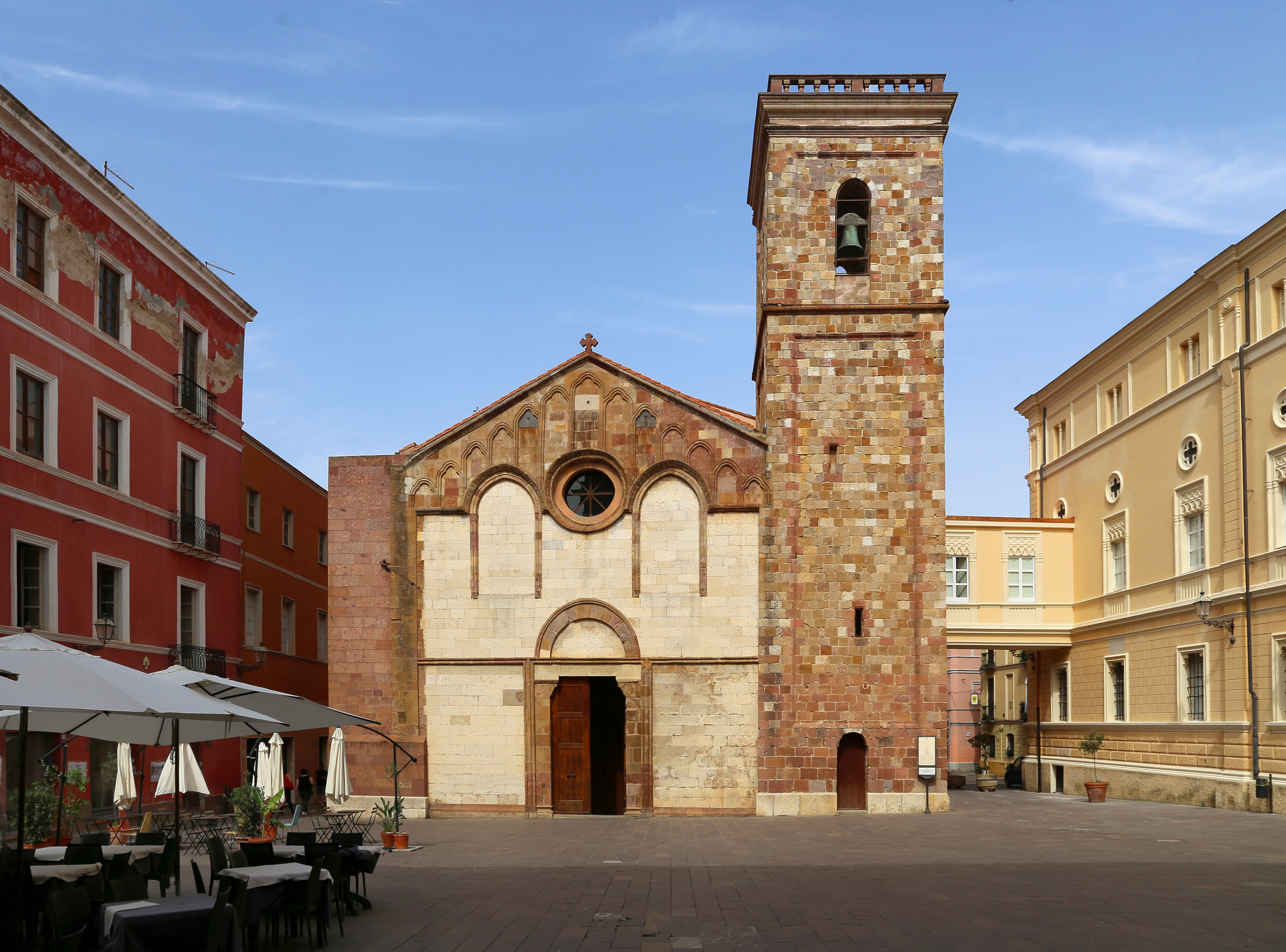
이글레시아스

이글레시아스(Iglesias)는 이탈리아 사르데냐주 수드사르데냐도에 위치한 도시로, 인구는 27,773명이다.